# Ladeira Porto Geral
La Ladeira Porto Geral es una calle de la ciudad de São Paulo, Brasil. Empieza su recorrido en la rua Boa Vista y termina en la rua 25 de Marzo. Al estar en un terreno en pendiente, lleva el nombre de "Ladera" (en portugués: "Ladeira"). Es de un carácter eminentemente comercial y tiene una gran cantidad de quioscos de comerciantes ambulantes a pesar de que ese tipo de comercio se encuentra prohibido.
Su nombre original era Ladeira do Porto Geral (en español: "Ladera del puerto general") ya que en esa zona el río Tamanduateí formaba un meandro o curva, una de las siete que existían, y en ella quedaba un puerto que servía al Mercado dos Caipiras y al Mercado Grande (hoy Mercado Velho) para la descarga de mercancías transportadas por vía fluvial. Esa zona se inundaba constantemente y era considerada como una llanura navegable en esa época. Luego, el cauce del río fue rectificado y la zona fue rellenada para dar forma al tendido actual.